# USS Chicago (CA-29)
USS Chicago (CA-29) fue un crucero pesado clase Northampton de la Armada de los Estados Unidos que sirvió en el Teatro del Pacífico en los primeros años de la Segunda Guerra Mundial. Fue el segundo buque de la Armada en ser nombrado en honor a la ciudad de Chicago, Illinois. Después de sobrevivir al ataque de minisubmarinos japoneses en el puerto de Sídney y servir en la batalla del Mar de Coral y de la Isla de Savo en 1942, fue hundido por ataque aéreo con torpedos japoneses en la Batalla de la Isla Rennell, en las Islas Salomón, el 30 de enero de 1943.

## Construcción
El Chicago fue botado el 10 de abril de 1930 en el astillero naval de Mare Island, amadrinado por la señorita E. Britten, y asignado el 9 de marzo de 1931, con el capitán Manley Hale Simons al mando.

## Historia de servicio

### Período de entreguerras
Después de una travesía de prueba a Honolulu, Tahití y Samoa Americana, el Chicago partió de Mare Island el 27 de julio de 1931 y navegó a la costa este, llegando a Fort Pond Bay, Nueva York, el 16 de agosto. 

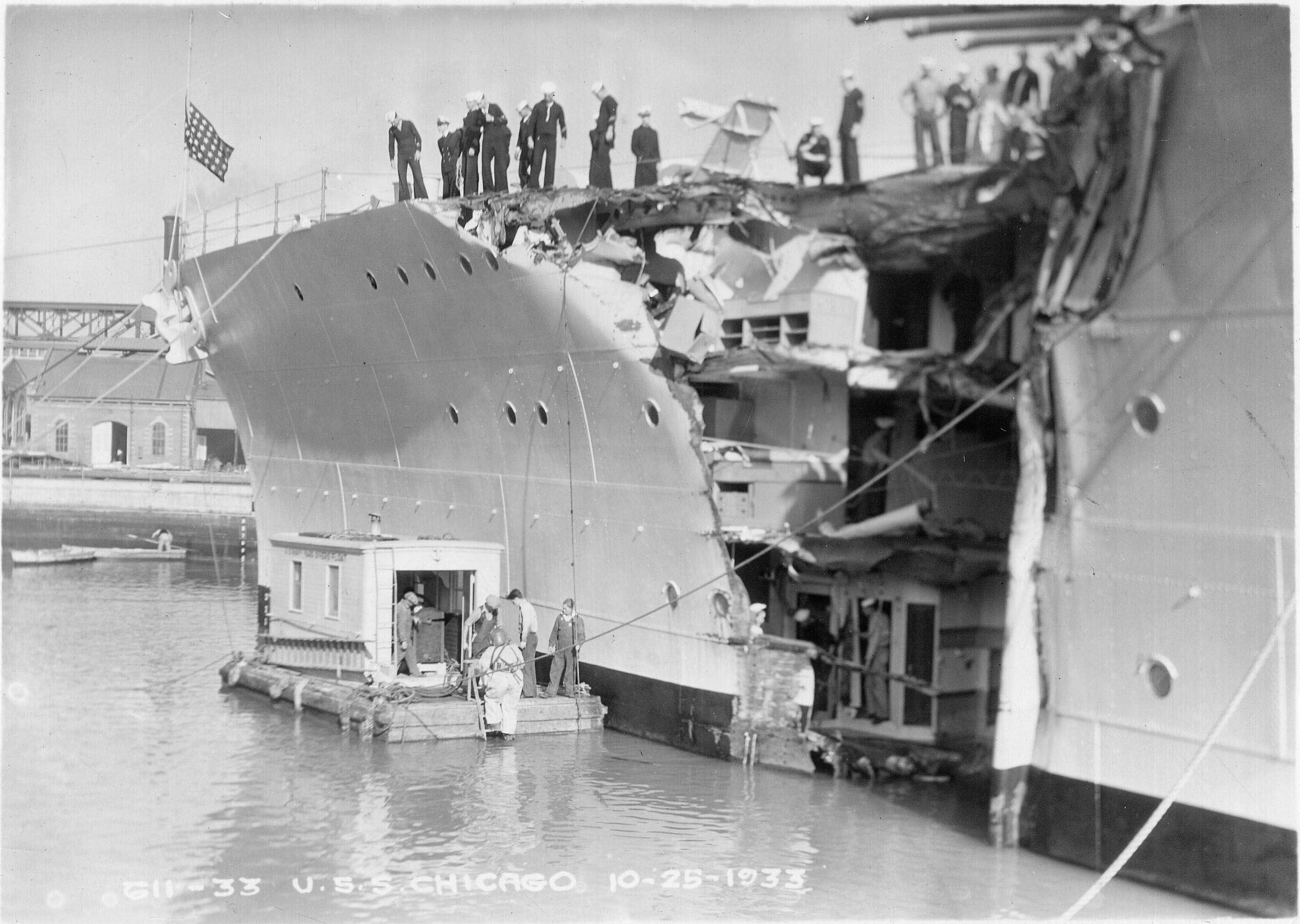
Daños en la proa del USS Chicago (25/10/1933)

En febrero de 1932, el Chicago llevó a cabo ejercicios de artillería con otros buques de la fuerza de exploración, preliminares a los ejercicios navales de la costa de California. 
En octubre de 1933, el USS Chicago estando en la bahía de San Francisco, en medio de una densa niebla y operando en ejercicios de combate, fue embestido en su lado proel a babor por la motonave británica Silverpalm en medio de una confusión de señales de niebla, la colisión dejó 4 bajas en el USS Chicago. El USS Chicago, gracias a su sobrecompartimentación pudo retornar por sus medios para reparaciones en Mare Island.
La flota se basó en la Costa Oeste a partir de entonces, y hasta 1934 operó en el Pacífico, desde Alaska hasta la zona del Canal de Panamá y las islas de Hawái. En 1934, se llevaron a cabo los ejercicios anuales de la flota en el Caribe, seguido por una revista presidencial de la flota en el puerto de Nueva York en mayo de 1934. La fuerza de exploración operó a lo largo de la costa este y en el Caribe hasta octubre y luego regresó a la base en San Pedro, California. El Chicago fue uno de los seis barcos que recibió el nuevo RCA CXAM RADAR en 1940. Continuó operando en San Pedro hasta el 29 de septiembre de 1940, cuando navegó a Pearl Harbor.
Durante los siguientes 14 meses, el Chicago operó desde Pearl Harbor, haciendo ejercicios con varias fuerzas operacionales para desarrollar tácticas y formaciones de crucero y navegando a Australia y la costa oeste.

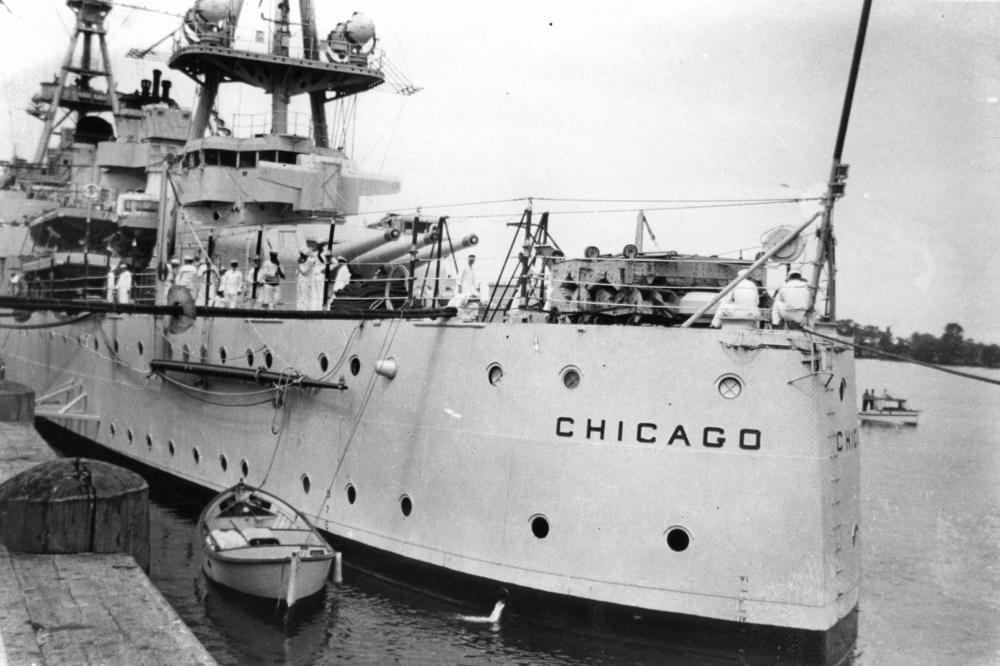
USS Chicago atracado en Brisbane, marzo de 1941.

### Segunda Guerra Mundial
Cuando los japoneses atacaron Pearl Harbor el 7 de diciembre de 1941, el Chicago estaba en el mar con la FT 12 y la fuerza inició inmediatamente un barrido de cinco días en el triángulo de Oahu - Johnston - Palmyra, en un esfuerzo para interceptar al enemigo. La Fuerza regresó a Pearl Harbor el 12 de diciembre, del 14 hasta el 27 de diciembre el Chicago operó con el TF 11 en misiones de patrulla y búsqueda.
El 2 de febrero de 1942, el Chicago partió de Pearl Harbor para Suva Bay, donde se unió al recién formado Escuadrón ANZAC, más tarde rebautizado como Fuerza de Tareas 44. Durante marzo y abril, el crucero operó fuera del archipiélago de las Luisiadas, cubriendo los ataques a Lae y Salamaua, Nueva Guinea. En una posición para interceptar las unidades de superficie enemigas que intentaban atacar Port Moresby, el Chicago también proporcionó cobertura a la llegada de las tropas estadounidenses a Nueva Caledonia.
El 7 de mayo, procedió con el Grupo de Apoyo, para interceptar y atacar al grupo de invasión japonés en Port Moresby. Al día siguiente, el grupo sufrió varios ataques aéreos japoneses, durante los cuales el Chicago sufrió varias bajas por ametrallamiento, pero se alejó de los aviones y siguió adelante hasta que fue evidente que la fuerza japonesa había retrocedido.
En la noche del 31 de mayo al 1 de junio, mientras está en puerto en Sídney, Australia, el Chicago disparó contra el ataque de un submarino japonés. El capitán del Chicago, Howard D. Bode, estaba en tierra cuando su buque abrió fuego. Después de volver a bordo, inicialmente acusó a todos los oficiales de embriaguez. Poco después, se confirmó la presencia del submarino. Tres minisubmarinos japoneses habían tratado de entrar en el puerto de Sídney. Uno se enredó en una red antisubmarina, mientras que los otros dos submarinos lograron pasar. Uno de ellos fue desactivado después por cargas de profundidad, pero el otro logró disparar dos torpedos al Chicago. Un torpedo pasó cerca de Chicago y destruyó otro buque en las inmediaciones, mientras que el segundo torpedo no detonó y se deslizó a tierra en Garden Island. Los tripulantes de los minisubmarinos japoneses no tuvieron éxito en su misión principal, que era hundir al Chicago.
Durante junio y julio de 1942, el Chicago continuó operando en el Pacífico suroeste. Entre el 7 y 9 de agosto apoyó los desembarcos iniciales en Guadalcanal y en las Islas Salomón, empezando la contraofensiva estadounidense contra Japón. El 9 de agosto participó a la batalla de la isla de Savo. A principios del combate, un impacto de torpedo procedente de un crucero japonés causó daños menores en la proa del buque, perdiendo la mitad de su roda. El Chicago perdió rápidamente el contacto con el enemigo y no participó más en la batalla. Las acciones del capitán Bode durante la batalla fueron cuestionadas en una investigación posterior encabezada por el almirante Hepburn. Aunque el informe no se hizo con intención de hacerse público, Bode se enteró de su implicación y se pegó un tiro el 19 de abril de 1943, muriendo el día siguiente.
Después del combate de la isla de Savo, el Chicago fue reparado en Numea, Sídney y San Francisco, donde llegó el 13 de octubre.

## La pérdida en la batalla de la isla de Rennell

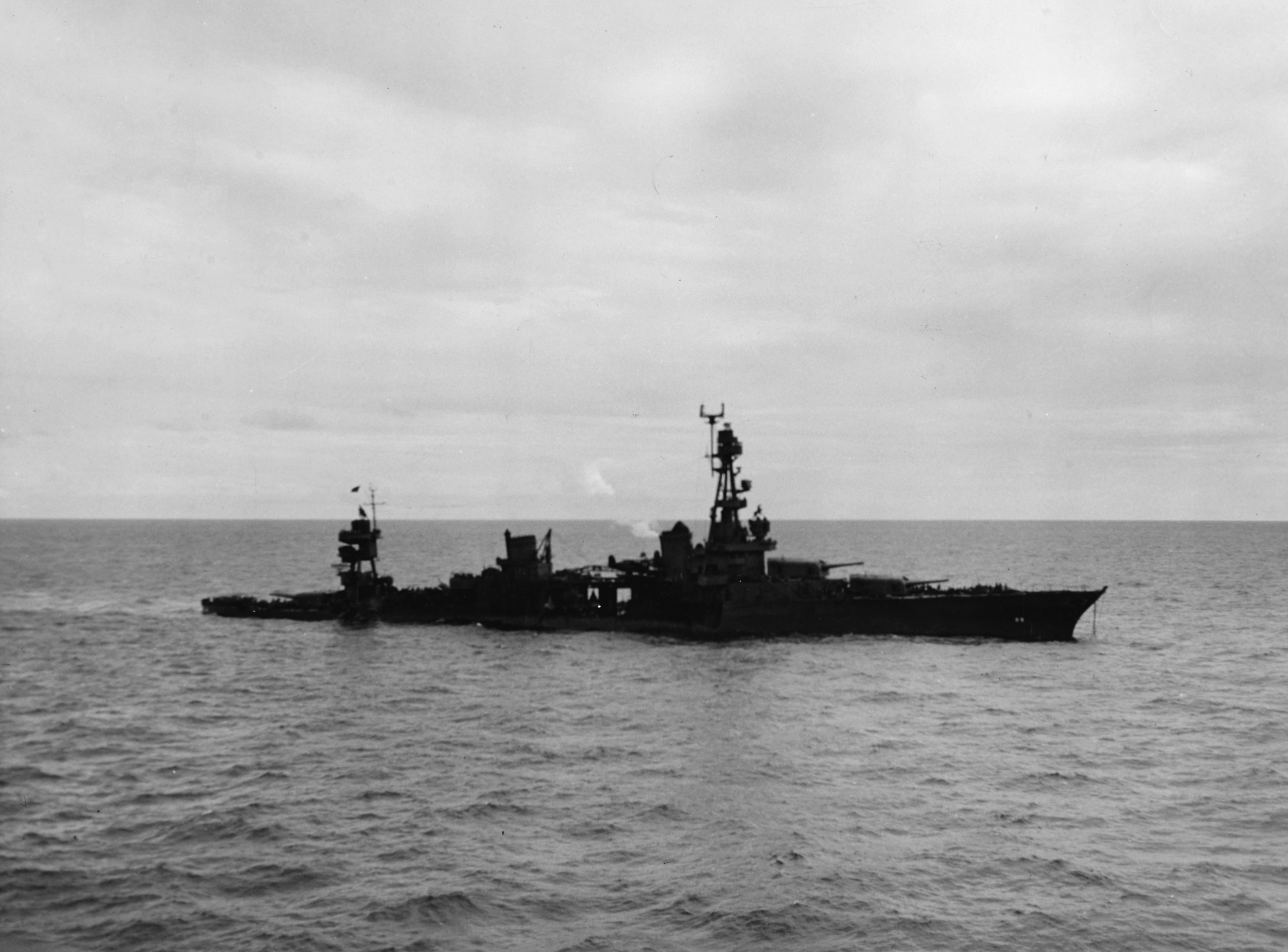
USS Chicago con parte bajo el agua en la mañana del 30 de enero de 1943, del daño infligido por torpedos la noche anterior

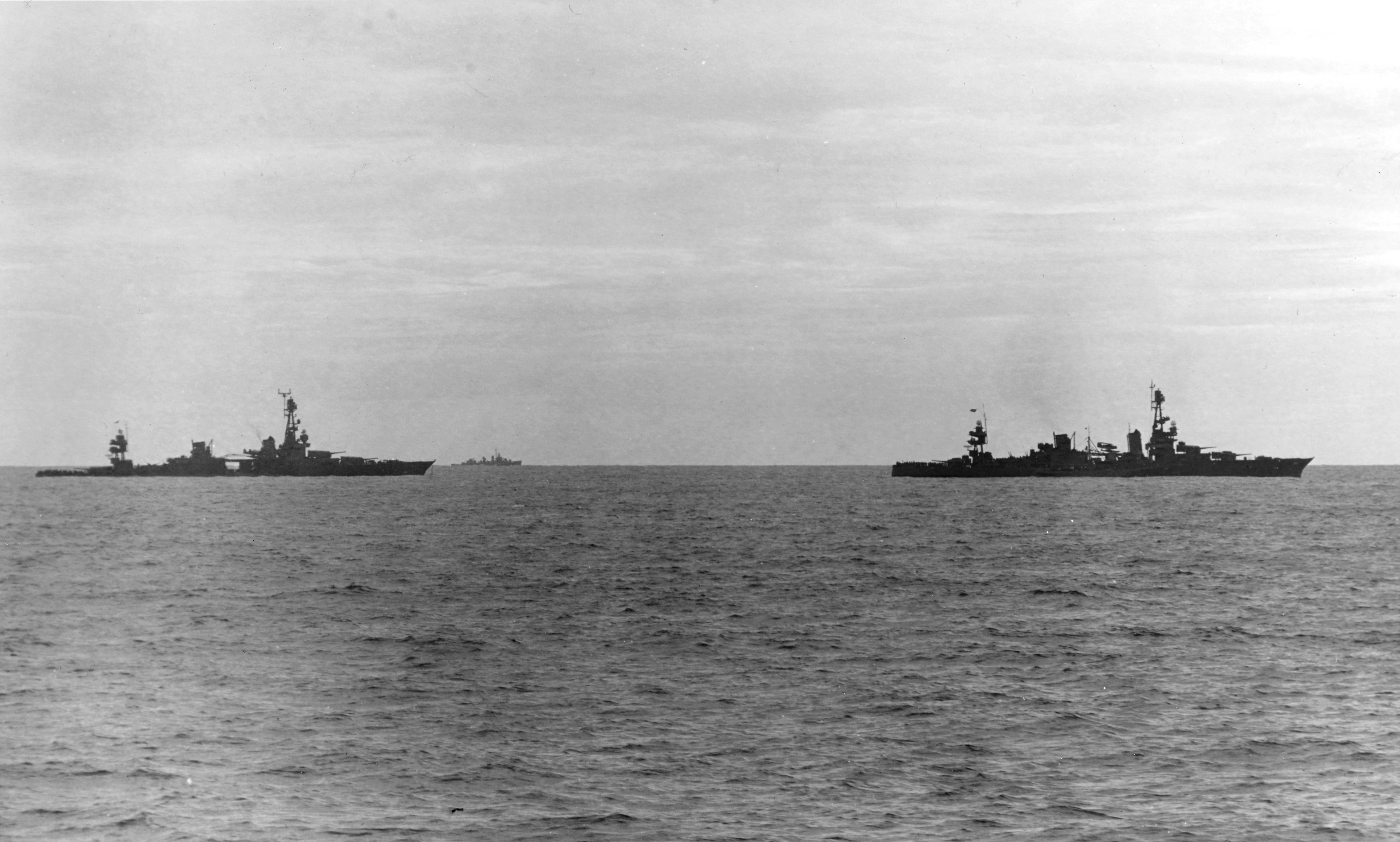
El USS Louisville (CA-28) remolca al USS Chicago en la mañana del 30 de enero de 1943)

A principios de enero de 1943, el Chicago partió de San Francisco. El 27 de enero zarpó de Numea para escoltar un convoy a Guadalcanal. En la noche del día 29, mientras los buques se acercaban a la disputada isla, aviones japoneses (Mitsubishi G4M) atacaron a la fuerza, iniciando la batalla de la isla Rennell. Durante los ataques, dos aviones japoneses en llamas, proporcionaron luz para los ataques de los torpederos; dos impactos causaron graves inundaciones y la pérdida de potencia en el Chicago. El Louisville llevó al buque inmovilizado a remolque hasta que fue relevado en esta tarea por el Navajo la mañana siguiente. Por la tarde los japoneses deseosos de terminar con el crucero atacaron de nuevo y a pesar de las fuertes pérdidas, lograron impactar de nuevo en el crucero sin propulsión con cuatro torpedos más que terminaron por hundirlo. 
Los estadounidenses trataron de ocultar la pérdida del Chicago al público durante algún tiempo, el almirante Chester Nimitz —comandante en jefe de las fuerzas aliadas del Pacífico— amenazó con "disparar" a cualquiera de su personal que filtrara la pérdida del Chicago a la prensa.

### Otras lecturas
- Domagalski, John J. (2010). «Lost at Guadalcanal: The Final Battles of the Astoria and Chicago as Described by Survivors and in Official Reports». McFarland. ISBN 978-0-7864-5897-4.